# Den lukkede bog
Den lukkede bog er en roman fra 2003 skrevet af Jette A. Kaarsbøl.
Romanen handler om Frederikke Leuenbach, der lever en søvngængeragtig og overbeskyttet tilværelse.
Denne tilstand ophører brat, da hun løber ind i den idealistiske og charmerende fødselslæge, Frederik Faber, i året 1875.
Forfatteren modtog i 2004 De Gyldne Laurbær for romanen.